# Lo que surja
Lo Que Surja (o LQS) es una miniserie española de temática homosexual realizada por la asociación cultural Singermorning.

## Producción
Sus dos primeras temporadas supusieron un éxito cuyas claves han resultado ser la temática (hasta ese momento inédita en España), la forma de tratar la homosexualidad y su forma de difusión a través de Internet. La serie quedó paralizada por problemas de salud de uno de los actores. Sin embargo, debido al largo espacio de tiempo dejado en septiembre de 2012 se anunciaba oficialmente la cancelación de la serie.

## Sinopsis
Citas por Internet, confesiones, una salida del armario y mucho humor son algunos de los elementos que componen esta producción en la que se relatan las historias de varios chicos gais de la ciudad de Valencia, de un modo desenfadado y cercano.

## Reparto

### Reparto principal
- José Luis Lázaro López como Eduardo
- J.Daniel López como David
- Jordi González como Álex
- Javier Llanes como Hugo
- Cristian Cuenca como Ego
- Roberto Pérez como Alberto
- Miguel Cuevas como Borja
- Sergi Moya como Pablo

#### Con la colaboración especial de
- Carmen Machi como Madre de Álex (Episodio 2x01)
- Manuela Trasobares como Profesora (Episodio 2x01)
- Alaska como Madre de Ego (Episodio 3x01)
- Luis Merlo como Sr. Gimeno (Episodio 3x01; Episodio 3x04)
- Paco León como Chulazo 26 (Episodio 3x02)